# Carrer de l'Empedrat (Anglès)
Carrer de l'Empedrat és una obra del municipi d'Anglès inclosa en l'Inventari del Patrimoni Arquitectònic de Catalunya. Es tracta d'un carrer amb un pendent bastant accentuat i pronunciat, que permet l'accés directe a un dels punts neuràlgics de la vila, com és el Barri antic. I és que a través d'ell, s'accedeix al carrer d'Avall i posteriorment a la plaça major, antic pati d'armes del castell.
En el carrer conviuen dues naturaleses constructives pròpies de dos moments històrics diferents. Per una banda hi ha les construccions d'època medieval, en la qual s'observen tres tipologies evidents: cases medievals, casals gòtics i cases medievals transformades. Totes tres es caracteritzen per una sèrie de trets. Les cases medievals solen disposar de planta baixa més un o dos pisos superiors, i sovint també golfes. La façana varia segons l'amplada, però sempre domina el ple sobre el buit (finestres petites i emmarcades de pedra). La porta normalment és de mig punt i feta amb pedra de riu. En segon lloc tenim els casals gòtics, que consten de planta baixa més dos pisos superiors. Normalment la composició és simètrica, amb portals adovellats i finestrals amb arcs lobulats i llindes gravades. Solen superar els 9 metres d'amplada i tenen tres eixos de composició. Finalment apareixen les cases medievals transformades, que com el seu nom bé indica aquestes han experimentat una reordenació de la façana buscant més llum, amb obertura o transformació de finestres preexistents en balcons.
D'altra banda, tot i la pervivència d'elements medievals concentrats en els diferents habitatges, al llarg del carrer també afloren àmpliament moltes construccions d'època contemporània, tant del segle xix com de nova construcció, les quals s'han traduït sobretot en format de cases adossades i unifamiliars, amb l'objectiu d'aprofitar al màxim l'espai físic disponible.
D'entre les múltiples construccions que s'apleguen al llarg del carrer, cal destacar especialment Can Vilaró. Un enorme casal que tot i haver experimentat diverses intervencions, d'altra banda necessàries per a la seva preservació, en ell perviu i es respira aquesta cultura de tall medieval.

## Història
A l'altura del carrer Empedrat hi ha un dels accessos al barri vell d'Anglès.
Fins a finals del segle xix, la vila d'Anglès no va començar a canviar radicalment la seva estructura urbanística. Els canvis tenen a veure sobretot, encara que no afectin especialment al barri vell, amb la instal·lació de la indústria tèxtil. L'antiga Pobla va començar a créixer a redós del castell dels Cabrera, documentat almenys des de principis del segle xiii. Aprofitant la seguretat que oferia el recinte fortificat, hi construïren la seva residència nombrosos artesans i comerciants, que s'establiren al voltant de seus i institucions com la notaria i la batllia, o de botigues com la gabella, la carnisseria i la fleca, que depenien del senyor del castell. A més del recinte del Castell, existia un baluard extern on actualment hi ha l'església.
Durant el segle xv Anglès esdevingué un dels punts de resistència remença i, juntament amb els desperfectes produïts pels terratrèmols, es van efectuar alguns canvis en l'estructura del castell. Durant el segle xvi, època de creixement demogràfic a la zona, ja estaven formats els carrers d'Avall, el carrer d'Amunt (actual Carrer Major) i el barri del castell.
Fou durant el segle xix que es van obrir els accessos a l'antiga pobla per al pujada d'en Grau i pel Carrer de l'empedrat, obrint la penya que tancava el castell en la seva part nord-est i destruint alguns panys de muralla. Aquest nou accés al centre va fer secundària l'entrada tradicionalment principal pel Carrer del molí, i es va tapar el portal de Sant Miquel.
El carrer de l'Empedrat, que en el moment de la seva obertura va significar un accés directe important entre el nucli vell del poble i l'antiga carretera que anava a Girona, va ser empedrat per primera vegada l'any 1922.